# Øystein Halvorsen
Øystein Halvorsen, norsk orienterare som tog silver i stafett vid VM 1976.